# 양미역취
양미역취는 북아메리카 원산의 귀화식물로 길가나 공터에서 자라는 여러해살이풀이다. 줄기는 높이 1-2.5m이고 전체에 연한 털과 길고 거친 털이 있다. 잎은 어긋나며 촘촘히 달린다. 잎은 피침형으로 양쪽 끝이 뾰쪽하고 윗부분에 작은 톱니가 있다. 줄기 아래에 달리는 잎은 짧은 잎자루가 있으나, 위로 갈수록 잎자루가 거의 없다.

## 생태
꽃은 9-10월에 핀다. 양미역취는 한국의 토종 생태계를 교란하는 외래식물이다.